# Премия имени В. Г. Хлопина
Премия имени В. Г. Хлопина — премия, присуждаемая с 1959 года АН СССР и с 1992 года — Российской академией наук за выдающиеся работы в области радиохимии.
Согласно решению президиума АН СССР должна была присуждаться раз в три года, но это правило не всегда соблюдалось.

## Награждённые АН СССР
| Год  | Деятельность                                                                        | Лауреат премии                    | Должность                                                                | Формулировка премии |
| ---- | ----------------------------------------------------------------------------------- | --------------------------------- | ------------------------------------------------------------------------ | --- |
| 1959 | химик, член-корреспондент АН СССР                                                   | Старик, Иосиф Евсеевич            |                                                                          | За монографию «Основы радиохимии» |
| 1962 |                                                                                     | Гребенщикова, Вера Ильинична      |                                                                          | За комплекс работ в области соосаждения радиоэлементов с различными осадками                                                                                    |
| 1962 | Клокман, Валентина Рудольфовна                                                      |                                   |                                                                          | За комплекс работ в области соосаждения радиоэлементов с различными осадками                                                                                    |
| 1962 | Иоффе, Эсфирь Моисеевна                                                             |                                   |                                                                          | За комплекс работ в области соосаждения радиоэлементов с различными осадками                                                                                    |
| 1962 | Меркулова, Мария Сергеевна                                                          |                                   |                                                                          | За комплекс работ в области соосаждения радиоэлементов с различными осадками                                                                                    |
| 1965 |                                                                                     | Лаврухина, Августа Константиновна |                                                                          | По совокупности работ в области применения радиохимических методов                                                                                              |
| 1968 | радиохимик, доктор технических наук                                                 | Ершова, Зинаида Васильевна        | Начальник лаборатории ВНИИНМ                                             | За серию работ по химии полония |
| 1971 | радиохимик, член-корреспондент АН СССР                                              | Вдовенко, Виктор Михайлович       | Директор Радиевого института им. В. Г. Хлопина                           | За монографии «Современная радиохимия» и серию оригинальных работ по теоретической и прикладной радиохимии                                                      |
| 1974 |                                                                                     | Мясоедов, Борис Фёдорович         |                                                                          | За серию работ по аналитической химии протактиния |
| 1974 | Пальшин, Евгений Сергеевич                                                          |                                   |                                                                          | За серию работ по аналитической химии протактиния |
| 1974 | Давыдов, Анатолий Васильевич                                                        |                                   |                                                                          | За серию работ по аналитической химии протактиния |
| 1977 | физико-химик, академик АН СССР                                                      | Гольданский, Виталий Иосифович    | Директор Института химической физики АН СССР                             | За цикл работ по химии позитрония |
| 1977 | Шантарович, Виктор Петрович                                                         |                                   |                                                                          | За цикл работ по химии позитрония |
| 1980 | физикохимик и радиохимик, академик АН СССР                                          | Никольский, Борис Петрович        | Председатель Учёного совета химкомбината «Маяк»                          | За серию работ на тему «Состояние радиоэлементов в растворах, методы их выделения, разделения и очистки»                                                        |
| 1983 | химик-технолог, академик АН СССР                                                    | Ласкорин, Борис Николаевич        | Председатель Комиссии АН СССР по разработке проблем охраны природных вод | За цикл работ по проблеме «Разработка сорбционных и экстракционных процессов и их применение в радиохимической промышленности»                                  |
| 1986 | Специалист в области технологий переработки облученных материалов, академик АН СССР | Никифоров, Александр Сергеевич    | Директор ВНИИНМ                                                          | За работу «Теоретические основы и результаты практического применения окислительно-восстановительных процессов в экстракционной технологии переработки топлива» |
| 1986 | Колтунов Валентин Сергеевич                                                         |                                   |                                                                          | За работу «Теоретические основы и результаты практического применения окислительно-восстановительных процессов в экстракционной технологии переработки топлива» |
| 1989 | исследователь в областях общей и неорганической химии, академик АН СССР             | Спицын, Виктор Иванович           | Директор Института физической химии АН СССР                              | За цикл работ по радиохимии |
| 1989 | Громов, Владимир Всеволодович                                                       |                                   |                                                                          | За цикл работ по радиохимии |
| 1989 | Пирогова, Галина Николаевна                                                         |                                   |                                                                          | За цикл работ по радиохимии |

## Награждённые РАН
| Год  | Деятельность                                   | Лауреат премии                    | Должность                                                                 | Формулировка премии |
| ---- | ---------------------------------------------- | --------------------------------- | ------------------------------------------------------------------------- | --- |
| 1992 | физикохимик и металлург, академик РАН          | Решетников, Фёдор Григорьевич     | первый заместитель директора института ВНИИНМ                             | За серию работ «Физико-химические исследования процессов получения урана-235, урана-233 и трансурановых элементов в металлическом виде»                                                                                 |
| 1992 | Будаев, Иван Васильевич                        |                                   |                                                                           | За серию работ «Физико-химические исследования процессов получения урана-235, урана-233 и трансурановых элементов в металлическом виде»                                                                                 |
| 1992 | Гурвич, Мария Григорьевна                      |                                   |                                                                           | За серию работ «Физико-химические исследования процессов получения урана-235, урана-233 и трансурановых элементов в металлическом виде»                                                                                 |
| 1995 | Доктор химических наук                         | Сидоренко, Георгий Васильевич     | АО «Радиевый институт имени В. Г. Хлопина»                                | За цикл работ «Летучие комплексы f-элементов (уран, нептуний, плутоний) и технеция» |
| 1995 | Доктор химических наук                         | Суглобов, Дмитрий Николаевич      | АО «Радиевый институт имени В. Г. Хлопина»                                | За цикл работ «Летучие комплексы f-элементов (уран, нептуний, плутоний) и технеция» |
| 1995 | Кандидат химических наук                       | Легин, Евгений Корнельевич        | АО «Радиевый институт имени В. Г. Хлопина»                                | За цикл работ «Летучие комплексы f-элементов (уран, нептуний, плутоний) и технеция» |
| 1998 | Доктор химических наук                         | Норсеев, Юрий Васильевич          |                                                                           | За серию работ «Открытие и исследование свойств новых неорганических и органических соединений астата» |
| 1998 | Доктор химических наук                         | Халкин, Владимир Алексеевич       |                                                                           | За серию работ «Открытие и исследование свойств новых неорганических и органических соединений астата» |
| 2000 | Доктор химических наук                         | Розен, Адриан Михайлович          |                                                                           | За цикл работ «Экстракция актинидов (урана, плутония, америция и др.) как раздел современной радиохимии и радиохимической технологии»                                                                                   |
| 2004 | Доктор химических наук, академик РАН           | Золотов, Юрий Александрович       | заведующий лабораторией аналитической химии платиновых металлов ИОНХ РАН  | За цикл исследований «Разработка новых методов разделения и концентрирования вещества для решения аналитических, препаративных и технологических задач радиохимии»                                                      |
| 2004 | член-корреспондент РАН                         | Спиваков, Борис Яковлевич         |                                                                           | За цикл исследований «Разработка новых методов разделения и концентрирования вещества для решения аналитических, препаративных и технологических задач радиохимии»                                                      |
| 2004 | Москвитин, Леонид Николаевич                   |                                   |                                                                           | За цикл исследований «Разработка новых методов разделения и концентрирования вещества для решения аналитических, препаративных и технологических задач радиохимии»                                                      |
| 2007 |                                                | Владимирова, Майя Викторовна      |                                                                           | За работу «Радиационная химия актинидов» |
| 2010 | Доктор химических наук, член-корреспондент РАН | Мелихов, Игорь Витальевич         |                                                                           | За цикл работ «Процессы кристаллизации и сокристаллизации в обнаружении неизвестных ранее свойств радиоактивных элементов»                                                                                              |
| 2010 | Доктор химических наук                         | Михеев, Николай Борисович         |                                                                           | За цикл работ «Процессы кристаллизации и сокристаллизации в обнаружении неизвестных ранее свойств радиоактивных элементов»                                                                                              |
| 2010 | Доктор химических наук                         | Кулюхин, Сергей Алексеевич        |                                                                           | За цикл работ «Процессы кристаллизации и сокристаллизации в обнаружении неизвестных ранее свойств радиоактивных элементов»                                                                                              |
| 2013 | Доктор физико-математических наук              | Дмитриев, Сергей Николаевич       | директор Лаборатории ядерных реакций им. Г.Н.Флерова, ОИЯИ                | За цикл работ «Идентификация и изучение химических и ядерно-физических свойств новых сверхтяжелых элементов Периодической таблицы элементов Д. И. Менделеева»                                                           |
| 2016 | Доктор технических наук                        | Зильберман, Борис Яковлевич       | главный научный сотрудник АО «Радиевый институт имени В. Г. Хлопина»      | за цикл работ «Радиохимические аспекты замкнутого ЯТЦ и его влияние на окружающую среду» |
| 2016 | Доктор химических наук                         | Федоров, Юрий Степанович          | заместитель директора по науке АО «Радиевый институт имени В. Г. Хлопина» | за цикл работ «Радиохимические аспекты замкнутого ЯТЦ и его влияние на окружающую среду» |
| 2016 | Доктор химических наук, академик РАН           | Калмыков, Степан Николаевич       |                                                                           | за цикл работ «Радиохимические аспекты замкнутого ЯТЦ и его влияние на окружающую среду» |
| 2019 | Доктор химических наук, академик РАН           | Сергиенко, Валентин Иванович      |                                                                           | за цикл работ «Научное обеспечение радиоэкологической и экологической безопасности морской среды и территории Дальнего Востока»                                                                                         |
| 2019 | Доктор химических наук, член-корреспондент РАН | Тананаев, Иван Гундарович         |                                                                           | за цикл работ «Научное обеспечение радиоэкологической и экологической безопасности морской среды и территории Дальнего Востока»                                                                                         |
| 2019 | Кандидат химических наук                       | Папынов, Евгений Константинович   |                                                                           | за цикл работ «Научное обеспечение радиоэкологической и экологической безопасности морской среды и территории Дальнего Востока»                                                                                         |
| 2022 | Доктор химических наук, член-корреспондент РАН | Колотов, Владимир Пантелеймонович |                                                                           | за цикл работ «Теоретические и экспериментальные решения в гамма-спектрометрии, активационном анализе для целей радиохимии и разработки радиоэкологически безопасных конструкционных материалов для ядерной энергетики» |